# Kelliher (Minnesota)
Kelliher es una ciudad ubicada en el condado de Beltrami en el estado estadounidense de Minnesota. En el Censo de 2010 tenía una población de 262 habitantes y una densidad poblacional de 47,25 personas por km².

## Geografía
Kelliher se encuentra ubicada en las coordenadas 47°56′37″N 94°26′39″O / 47.94361, -94.44417. Según la Oficina del Censo de los Estados Unidos, Kelliher tiene una superficie total de 5.55 km², de la cual 5.38 km² corresponden a tierra firme y (2.94%) 0.16 km² es agua.

## Demografía
Según el censo de 2010, había 262 personas residiendo en Kelliher. La densidad de población era de 47,25 hab./km². De los 262 habitantes, Kelliher estaba compuesto por el 92.75% blancos, el 0% eran afroamericanos, el 5.34% eran amerindios, el 0.38% eran asiáticos, el 0% eran isleños del Pacífico, el 1.15% eran de otras razas y el 0.38% pertenecían a dos o más razas. Del total de la población el 1.91% eran hispanos o latinos de cualquier raza.